# Philophylla mindanaoensis
Philophylla mindanaoensis
 es una especie de insecto del género Philophylla de la familia Tephritidae del orden Diptera. 
Hardy la describió científicamente por primera vez en el año 1974.